# Delian Society

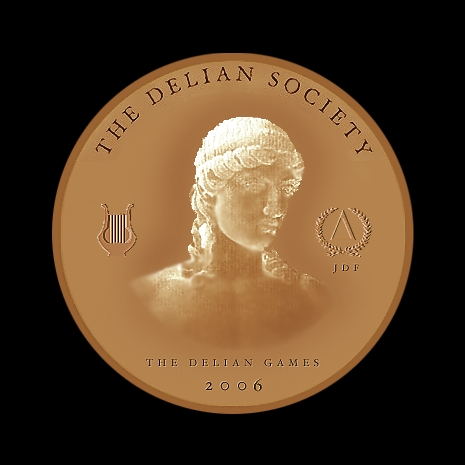
The Delian Society.

A Delian Society, concebida pelo compositor americano Joseph Dillon Ford, foi fundada em 23 de janeiro de 2004 como uma comunidade internacional de compositores, músicos, acadêmicos, engenheiros de som, editores de música e amadores dedicados à revitalização das grandes tradições tonais na música de arte. O nome da sociedade vem da ilha grega de Delos, lendária terra natal de Apolo, deus da música e da luz na mitologia grega.